# Stylocordyla muta
Stylocordyla muta är en svampdjursart som beskrevs av Schmidt 1880. Stylocordyla muta ingår i släktet Stylocordyla och familjen Stylocordylidae. Inga underarter finns listade i Catalogue of Life.